# Europejski plan bezpieczeństwa lotniczego
Europejski plan bezpieczeństwa lotniczego (ang. European Plan for Aviation Safety, EPAS) – jest regionalnym planem bezpieczeństwa lotniczego dla państw członkowskich EASA, określającym strategiczne priorytety oraz główne czynniki ryzyka wpływające na europejski system lotniczy. Wskazuje działania niezbędne do ograniczenia ryzyka i poprawy bezpieczeństwa lotniczego. EPAS jest planem pięcioletnim, który jest stale weryfikowany i ulepszany w corocznej aktualizacji. Jest opracowywany przez EASA we współpracy z państwami członkowskimi i przemysłem.